# Construction de niche
La construction de niche en biologie évolutive, est un processus évolutif par lequel un organisme modifie son milieu ou celui d'autres organismes, et peut ainsi affecter sa valeur adaptative. Ce changement dans le milieu qu’il habite s'effectue via son métabolisme, ses activités ou ses choix et, de ce fait, les pressions de sélections dérivantes peuvent être affectées. En effet, si cette rétroaction de l'organisme sur l'environnement perdure dans le temps et est transmise aux générations suivantes, il s'agit d'héritage écologique,. Ainsi, plus les perturbations ont un impact et une durée importante, plus les pressions de sélection modifiées exercées par les changements de l'environnement sont fortes. Toutefois, pour jouer un rôle évolutif, les pressions doivent être maintenues suffisamment longtemps pour déclencher une réponse dans la population cible.
La construction de niche et le processus évolutif qu'elle peut induire lorsque l'héritage écologique entraine des pressions de sélections modifiées ne sont actuellement pas reconnus comme faisant partie de la théorie synthétique de l'évolution.

## Histoire
Le concept de construction de niche est développé depuis les années 1980,, et trouve son origine dans des domaines s'intéressant à l'interaction entre organismes et environnements tels que l'hypothèse Gaïa, la psychologie, la co-évolution gène-culture (en), ou encore la biologie évolutive du développement.

## Exemples

### Gale de la verge d’or

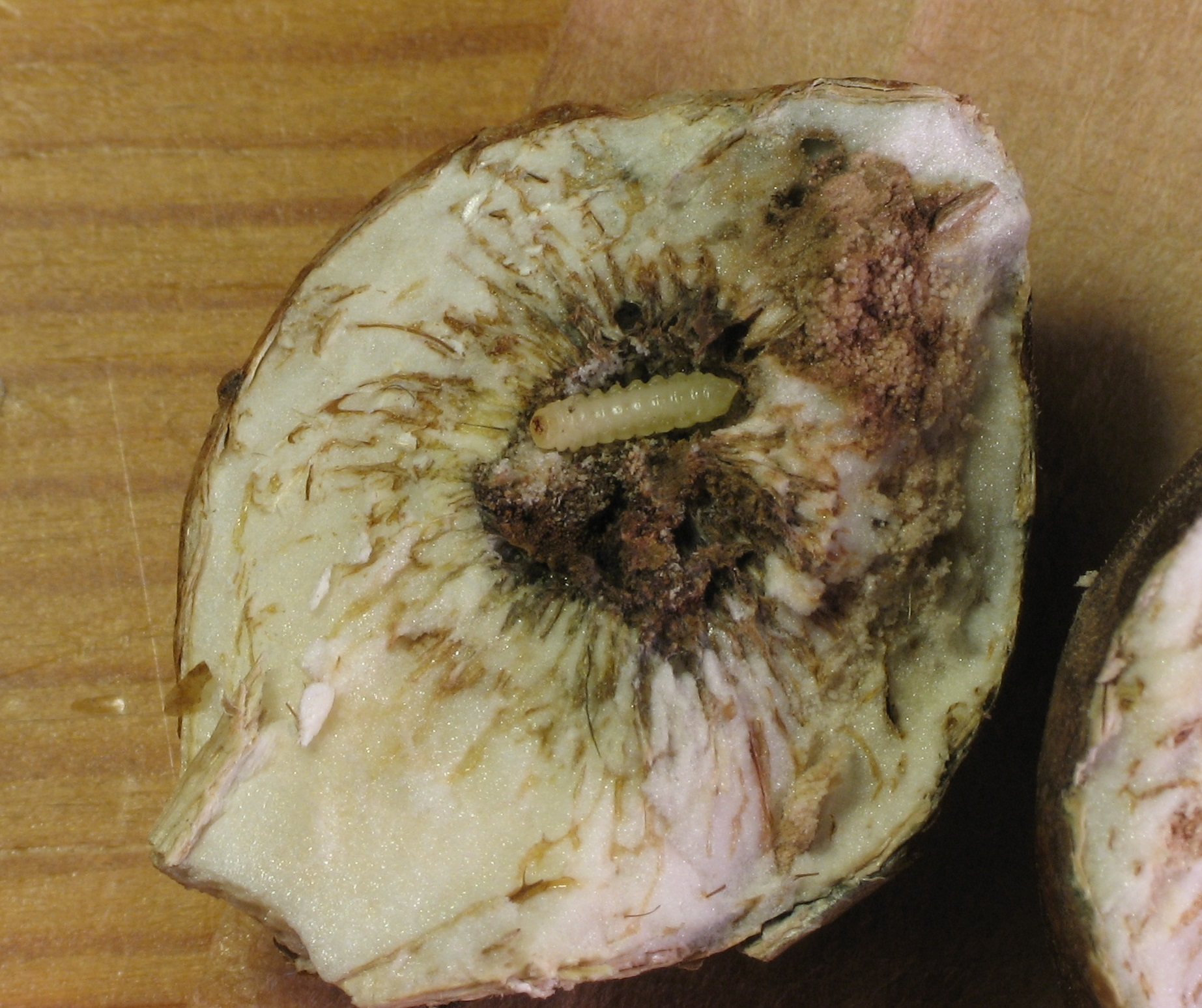
Une verge d'or (Gr. Solidago) parasitée par une chenille de Eurosta solidaginis.

La mouche Eurosta solidaginis pond ses œufs dans un rameau de verge d'or. Ces larves s’y développent en s'alimentant des cellules de l’hôte. La salive des larves possède une protéine particulière qui, en contact avec les tissus de l'hôte induit une multiplication cellulaire, entrainant la formation de la gale. Les chenilles y migrent alors et continuent de s’y alimenter. À l’approche de l’hiver, la verge d'or sécrète des aromates qui déclenchent la dessiccation des tissus. Les chenilles débutent alors leur production de sucres servant d’antigel pour empêcher la formation de cristaux de glace dans leurs cellules. La larve crée donc une niche en causant une modification du développement de la plante, et la plante déclenche le processus de préparation à l'hivernage de la larve. Ces deux étapes illustrent le processus rétroactif de la construction de niche.

### Densité des guppys

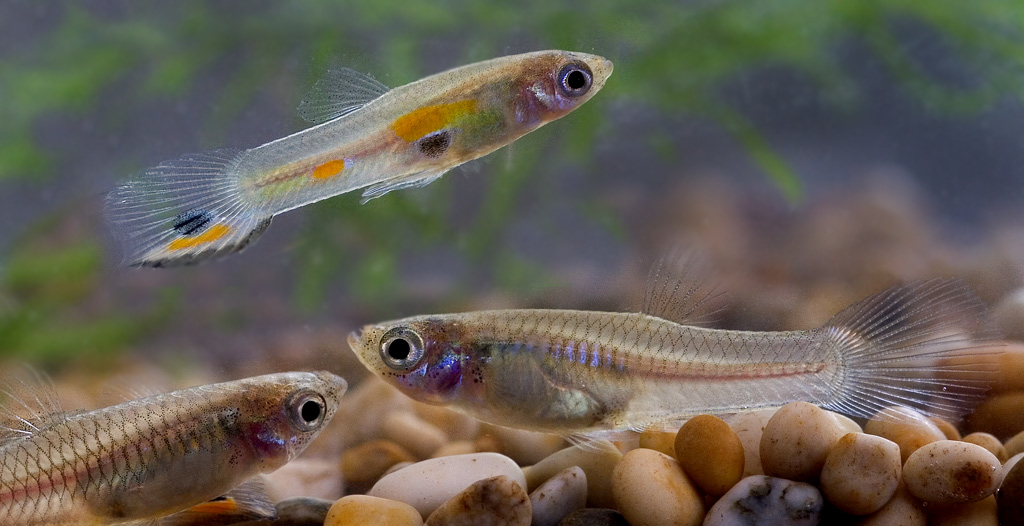
Guppys sauvages mâles et femelles (Poecilia reticulata).

Parmi les guppys vivant dans les rivières des montagnes du nord de Trinité-et-Tobago, il existe deux types de populations : celles fortement soumises à la prédation de poissons piscivores et celles sans ces prédateurs. Les guppys des populations exposées à la prédation sont plus petits lorsqu'ils atteignent la maturité et pondent moins d’œufs par portée. À l'inverse, les populations de guppys sans prédateurs atteignent de plus grandes densités d'individus.
Cette densité est un élément clé qui détermine plusieurs conséquences notamment la disponibilité des ressources alimentaires et la force de la compétition intraspécifique, ce qui se traduit par l'évolution des guppys des générations suivantes. En recréant les conditions naturelles en aquarium, on observe que les guppys soumis à une prédation importante produisent des excréments ayant une plus forte teneur en azote et en phosphore. Ceci entraîne une plus grande biomasse algale dans leur environnement, augmentant la fréquence des efflorescences. Ce changement pourrait être dû aux variations alimentaires des guppys, tant dans les préférences que dans la chaîne trophique.
Une diminution de cette quantité d'algues pourrait causer une perte des caroténoïdes, lesquels sont essentiels aux mâles,.

## Groupes susceptibles
Il existe plusieurs types d’organismes participant à la construction de niche : les espèces ingénieurs, les espèces clé de voûte, les espèces dominantes (elles sont communes et ont un large impact sur les écosystèmes) et les espèces fondatrices et facultatives. Ces groupes d’espèces sont parfois regroupés dans la littérature comme des espèces ingénieurs au sens large, c’est-à-dire sans considération des interactions trophiques.

## Distinction des constructeurs
Toutes les perturbations de l’environnement causées par des organismes ne sont pas de facto de nouvelles niches formées. Certaines perturbations ont des portées très limitées à la fois dans le temps et dans l’espace et seront sans conséquences écologiques. Les critères suivants permettent de déterminer l’importance de l’impact d’un organisme sur l’environnement, et de former un éventuel héritage écologique et par conséquent, de déterminer la force sur les différentes pressions de sélections qu’il sera amené à modifier :
- la durée de vie des individus participant à la construction ;
- la densité de la population ;
- la distribution, locale et régionale, de la population ;
- le temps d’occupation du site par la population ;
- les types de perturbations et leurs persistances en absence des acteurs ;
- la quantité de ressource contrôlée directement ou indirectement par cette population[13]

## Ordre d’impact sur les différents organismes

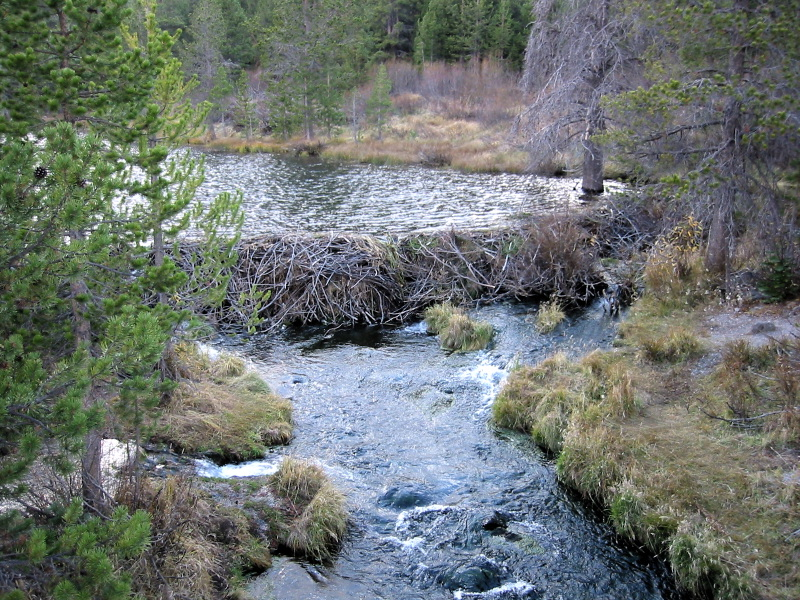
Un barrage de castors perturbant un cours d'eau.

Les organismes étant reliés en écosystèmes, les impacts de la construction de niche se font sentir dans leur environnement immédiat, mais peuvent aussi affecter d'autres espèces. Ainsi, trois niveaux d'interactions sont possibles.
Un organisme peut affecter plusieurs espèces différentes. Le castor modifie son milieu en construisant un barrage aux impacts multiples. Par exemple, on observe une variation dans la composition d'invertébrés du milieu ; on passe d'une communauté d’eau courante à une population de mare, une variation des flux de carbone, d’azote, de pH, une variation du niveau de l'eau et donc des changements dans la communauté végétale environnante ainsi que la hauteur du peuplement et la composition des arbres et des arbustes.

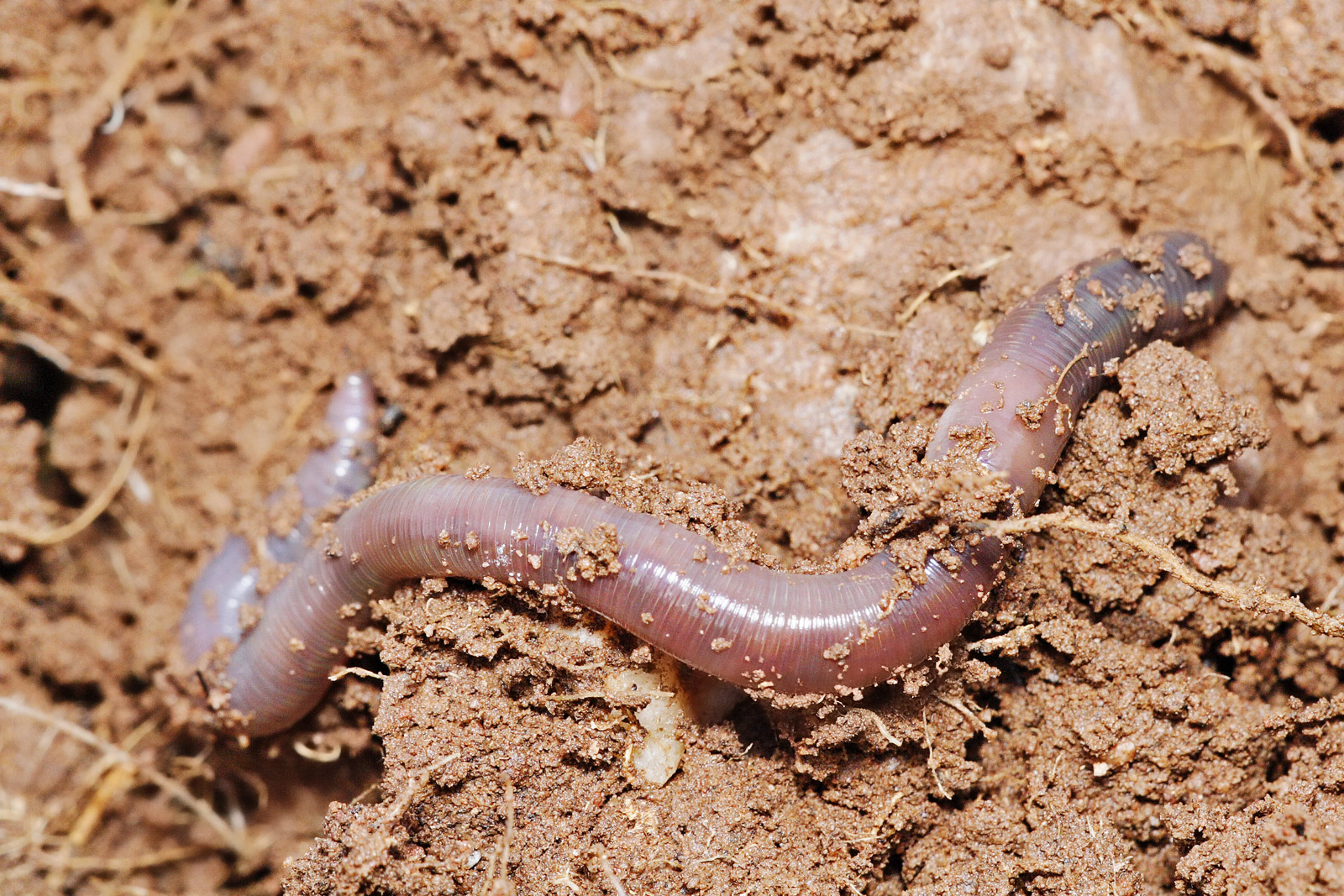
Ver de terre.

Plusieurs organismes peuvent affecter plusieurs espèces différentes. Les vers de terre altèrent grandement leur habitat par leur action de fouissage et de consommation de la matière organique qu’ils lient à la matière inorganique. Ces changements modifient la composition du sol ainsi que sa teneur en carbone organique et en azote, la porosité et l'aération, ces deux facteurs affectant son drainage. En s'attardant aux reins des vers de terre, on remarque que ceux-ci sont adaptés à la particularité des eaux douces, soit l’expulsion de l’eau et la conservation de sels minéraux afin de maintenir l’équilibre homéostatique. Le maintien de ce type de rein est expliqué par le type d’activités pratiquées par les vers de terre, c’est-à-dire le fouissage, la sécrétion de mucus et l’élimination du calcite, ce qui diminue la capacité du sol à retenir l’eau .
Plusieurs espèces peuvent affecter de façon conjointe un seul organisme ou une seule espèce.

## Classification
La construction de niche peut se faire via des ressources physiques et des flux d’énergie ou par le matériel génétique et les savoir-faire, innés et acquis. Ces perturbations peuvent être de nature abiotique, biotique ou sur des artefacts (pris ici dans le sens de constructions réalisées par des animaux). Contrairement au phénotype étendu, dont l’accent est mis sur l’adaptation, les artéfacts peuvent être issus des «produits dérivés» des organismes. De plus, ces artéfacts demeurent souvent présents et/ou utilisés plus longtemps que la vie d’un individu et ne sont donc pas construits à chaque génération. « Ainsi, la structure calcaire du corail et le sable issu du broyage de ces concrétions sont réalisés à partir d’interactions de multiples espèces et ce s’échelonnant sur une longue période de temps[…].. »

### Ressources physiques

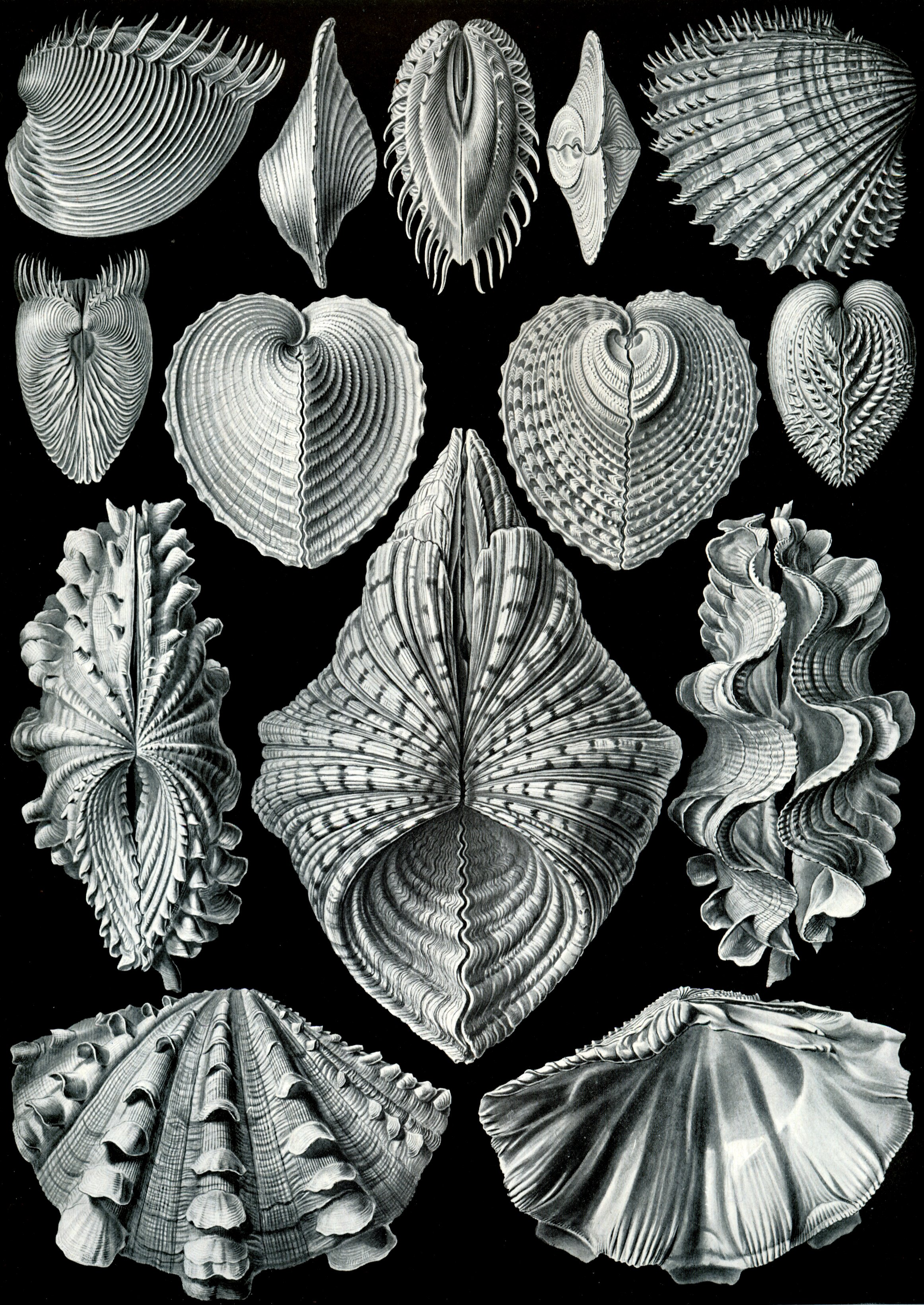
Coquilles de bivalves, une classe de mollusques. "Acephala", de Ernst Haeckel, dans Kunstformen der Natur (1904).

Cette catégorie regroupe les ressources physiques ainsi que les diverses formes d'énergie et compose les ressources écologiques. Même si les ressources abiotiques ont été modifiées plusieurs fois par plusieurs générations d’organismes et la trajectoire des transformations empruntées en est une qui ne saurait survenir sur une planète inhabitée ; ces changements sont loin de l’équilibre thermodynamique initial.
L’accumulation de coquilles et de débris squelettiques sur les fonds marins permet une meilleure fixation des larves, la croissance des adultes, et la stabilisation du substrat pour les espèces préférant ce type de fond. En comparant la densité de l’accumulation des débris calcaires entre différentes périodes géologiques, il existe une augmentation importante de la densité, particulièrement entre les époques associées à la transition de la domination des brachiopodes vers celles des mollusques. Le maintien de la domination des mollusques dans les communautés benthiques modifie à la fois le substrat marin et la composition des communautés benthiques, maintien qui persiste depuis très longtemps.
Les organismes construisant des niches ont l'aptitude de modifier les niches déjà existantes et de répondre à l’environnement. Il s'agit alors des interactions écologiques classiques telles la prédation, la compétition, etc. ainsi que des activités de reproduction.
Au niveau des populations :
- une modification de la démographie des populations d'espèces différentes[2] : En reprenant l'exemple des guppys plus haut, à biomasse égale, les populations de guppys fortement soumises à la prédation produisent une circulation plus rapide des nutriments dans la chaîne trophique, augmentant considérablement le nombre d’algues présentes dans l’environnement[13] ;
- une modification dans la structure/caractères de cette population[2] : Toujours selon l'exemple plus haut, les populations de guppys ayant des prédateurs piscivores ont, à maturité sexuelle, une taille plus petite et de plus petites portées[13] ;
- distribution d’une population dans l’environnement.

### Ressources informatives
Cette catégorie regroupe tant le matériel génétique que les connaissances et savoir-faire des organismes. Il est à noter que l'on ne retrouve pas de perturbation de ce genre sur des facteurs abiotiques. Dans le cas de signaux chimiques, tel le marquage, il s'agira de « ressources informatives portant un « presque » artéfact. »
Tous les organismes portent en eux un matériel génétique qui est transmis d’une génération à l’autre. Chez les bactéries du genre Wolbachia, ces dernières entrainent un biais du sex-ratio en augmentant le nombre de descendants femelles puisque seules les hôtes femelles, surtout des arthropodes, permettent la transmission du parasite. Chez les animaux, l’apprentissage et certaines interactions sociales sont d'autres ressources qui peuvent être utilisées pour modifier le milieu.
Comprend peu de cas, mais les signaux en sont un bon exemple. Le jardinier maculé (Chlamydera maculata) mâle « cultive » différentes espèces du genre Solanum aux alentours du nid qu’il construit pour la femelle. On remarque qu’une grande diversité de couleurs de fruits est un attrait important pour la femelle et est associée à un plus grand succès reproducteur. Le genre Solanum se retrouve donc à des endroits où il ne s’y retrouvait pas auparavant. En effet, le mâle ne nichant pas toujours dans une zone peuplée par ces plantes, il en amène lui-même sur son site de nidification.

## Héritages écologique et génétique
Une conséquence importance de la construction de niche se présente lorsque les modifications de l’environnement sont maintenues au fil des générations ; il s'agit alors d’héritage écologique. Ce concept comprend l’héritage laissé par la/les génération(s) précédente(s) qui inclut les changements des caractéristiques biotiques et abiotiques du milieu ainsi que, dans le cas d'une persistance importante, les pressions de sélections modifiées. Il est possible que l’espèce qui modifie l’environnement affecte non seulement ses descendants mais aussi ceux d’autres espèces partageant le même environnement. Dès lors, une variation de la communauté écologique à la suite d’une altération par une construction de niche est également considérée comme un type d’héritage écologique. On observe trois différences importantes entre le fonctionnement des héritages génétiques et écologiques :
- l’héritage écologique ne dépend pas de la transmission des gènes : il ne persiste que par les transformations transmises entre les générations des organismes par l’activité de construction de niche[3] ;
- l’information génétique transmise est sélectionnée et inscrite dans le génome, contrairement à l’environnement dont héritent les générations suivantes qui subissent des pressions de sélection modifiées par rapport à l’environnement original. Ces pressions de sélection différentes sélectionnent à leur tour différents gènes[3] ;
- la reproduction sexuée implique deux parents qui forment l’héritage génétique de leurs descendants une seule fois, alors que l’héritage écologique est transmis par de multiples organismes et ce, tout au long de leurs vies[3].

### Théorie synthétique de l'évolution
Le concept de la construction de niche n'est pas intégré à la théorie synthétique de l’évolution. Les défenseurs de son ajout considèrent la construction de niche, et donc l'héritage écologique, comme un processus évolutif en lui-même.
La théorie synthétique de l’évolution dans sa forme actuelle apparaît comme un principe unidirectionnel. C'est dans celle-ci que les défenseurs d'une nouvelle théorie évolutive voient comme un non-sens le fait que seul l’héritage génétique, qui détermine la sélection naturelle basée sur les pressions de l'environnement, définisse la totalité du développement et de l'évolution des organismes. Or, avec la formation d'une nouvelle théorie plus inclusive, les impacts de la construction de niche sur le développement des organismes seraient reconnus. De cette façon, la « réponse » des organismes à l’environnement, c’est-à-dire la modification du milieu, permettrait à l'héritage écologique de jouer un rôle évolutif à part entière. Il est toutefois important de garder en tête que seul l'héritage écologique représenterait un processus évolutif « reconnu » s'il se maintient assez longtemps pour modifier les pressions de sélection. Ainsi, le développement d’un organisme serait guidé à la fois par la génétique ainsi que la régulation de l’environnement par la construction de niche et une certaine plasticité phénotypique. L’héritage écologique serait alors « transmis » aux générations suivantes au même titre que le bagage génétique de l’individu,.
Si la construction de niche trouve des échos dans la nature, son statut n'est toutefois pas élevé au rang de théorie scientifique et le débat quant à son acceptation comme processus évolutif à part entière et sa place au sein de la théorie synthétique de l’évolution ne semblent pas chose acquise.

## Être humain
Le cas extrême de construction de niche est l'être humain, au point que que la période dans laquelle il évolue a été appelée Anthropocène (même si le nom n'a finalement pas été validé par la sous-commission à la stratigraphie du Quaternaire). Les dépôts sédimentaires remontant aux Néandertaliens il y a 125 000 ans dans le site archéologique de Neumarkt-Nord II (Braunsbedra, Allemagne) montrent un paysage ouvert, où prévalait une fréquence élevée de feux — qu'elle soit volontaire ou accidentelle. La modification de l’environnement influence les sphères sociales et cognitives de l'être humain. Cet impact serait même antérieur à ce que l'on pensait initialement. Ainsi, dans sa théorie, le géologue William Ruddiman explique que l’Holocène présente des caractéristiques que l’on ne retrouve dans aucune des périodes interglaciaires précédentes; il y voit la marque des êtres humains.
Élévation du niveau de vie et transition démographique sont intimement liées. C'est une « demi-bonne nouvelle ». Il n'en demeure pas moins que l'être humain ne peut compter que sur son cerveau et sa niche cognitive pour réduire les impacts sur la niche écologique.

## Indices et impacts
Plusieurs études de modélisation écologique et de modèles mathématiques démontrent différentes conséquences de la construction de niche par les organismes,. Voici quelques possibilités de la construction de niche :
- fixer des gènes ou des phénotypes et supporter le polymorphisme, qui autrement seraient éliminés ou instables ;
- modifier des taux d’évolution, à la hausse ou à la baisse, selon les réponses à des conditions différentes ;
- influencer la dynamique, la compétition et la diversité au niveau des métapopulations ;
- réguler l’environnement pour permettre le maintien des facteurs environnementaux les plus importants dans des intervalles viables, ce qui assure la survie d’organismes dans des milieux où, autrement, ils seraient absents.